# Dekanat Zgorzelec
Dekanat Zgorzelec – jeden z 28 dekanatów w rzymskokatolickiej diecezji legnickiej.

## Parafie
W skład dekanatu wchodzi 12 parafii:
- Parafia Chrystusa Króla – Dłużyna Dolna
- Parafia św. Franciszka z Asyżu – Jerzmanki
- Parafia Narodzenia Najświętszej Maryi Panny – Jędrzychowice
- Parafia św. Antoniego Padewskiego – Łagów
- Parafia św. Franciszka z Asyżu – Pieńsk
- Parafia Świętych Apostołów Piotra i Pawła – Trójca
- Parafia Matki Bożej Łaskawej – Zgorzelec
- Parafia św. Bonifacego – Zgorzelec
- Parafia św. Jadwigi Śląskiej – Zgorzelec
- Parafia św. Jana Chrzciciela – Zgorzelec
- Parafia św. Józefa Robotnika – Zgorzelec
- Parafia Matki Bożej Wspomożenia Wiernych – Żarska Wieś